# Martin Van Buren
Martin Van Buren (Kinderhook, 5 dicembre 1782 – Kinderhook, 24 luglio 1862) è stato un politico statunitense.
Fu l'ottavo presidente degli Stati Uniti d'America, in precedenza l'ottavo vicepresidente e, ancor prima, il decimo segretario di Stato. Fu il primo presidente a essere nato dopo l'indipendenza e la costituzione degli Stati Uniti e l'unico non di madrelingua inglese: la sua madrelingua era l'olandese e imparò l'inglese a scuola.

## Biografia

### Primi anni
Martin Van Buren nacque il 5 dicembre 1782 a Kinderhook, nello Stato di New York, da genitori di origine olandese, Abraham Van Buren e Maria Hoes Van Alen: il padre gestiva una locanda sulla strada di Albany, frequentata da avvocati, che furono i suoi primi maestri.
Dal 1797 al 1802 Van Buren studiò legge e diritto, facendo pratica presso un avvocato locale e vincendo a soli 16 anni la sua prima causa. Membro del Partito Democratico-Repubblicano di Thomas Jefferson, nel 1803 fu eletto consigliere alla Corte Suprema del suo Stato, fu quindi deputato del Parlamento statale nel 1813, due anni dopo divenne procuratore generale e nel 1821 venne eletto senatore federale al Congresso.
Capo del Partito Democratico-Repubblicano nel suo Stato, Van Buren fece parte di quel gruppo di esponenti politici che dominò per un lungo periodo di tempo la scena politica newyorkese, divenuto noto come "Albany Regency". Grazie a questo riuscì, nel novembre 1827, a essere rieletto al Senato, dimettendosi però agli inizi dell'anno successivo per candidarsi alla carica di governatore dello Stato di New York, vincendo le elezioni e insediandosi il 1º gennaio 1829. Durante la campagna elettorale si era speso molto a favore di Andrew Jackson, candidato alla presidenza: quest'ultimo, vinte le elezioni, lo nominò segretario di Stato, e così Van Buren, il 5 marzo 1829, dopo appena due mesi, diede le dimissioni dalla carica di governatore.
Nel 1831 Jackson lo nominò ambasciatore a Londra; dimessosi dalla Segreteria di Stato nel giugno del 1831, Van Buren però non poté assumere le credenziali presso la corte inglese, in quanto il 25 gennaio 1832 il Senato non ratificò la nomina. Ciò fu causato dal fatto che, come diplomatico, a Van Buren era stato rimproverato dai suoi acerrimi avversari politici (Henry Clay, John Calhoun e Daniel Webster) di non aver sostenuto alcune pretese statunitensi, del resto insostenibili, nei confronti del Regno Unito.
La mancata ratifica della nomina ad ambasciatore tuttavia aumentò la sua popolarità, tanto che nelle elezioni presidenziali del novembre del 1832, Jackson, ricandidatosi, lo scelse come suo nuovo candidato alla vicepresidenza. Il 4 marzo 1833, vinte le elezioni, Van Buren subentrò a John Calhoun come vicepresidente. La vittoria gli procurò l'amicizia del presidente in carica e gli spianò la strada per divenire il candidato democratico alla presidenza per le elezioni presidenziali del novembre 1836.

### La presidenza

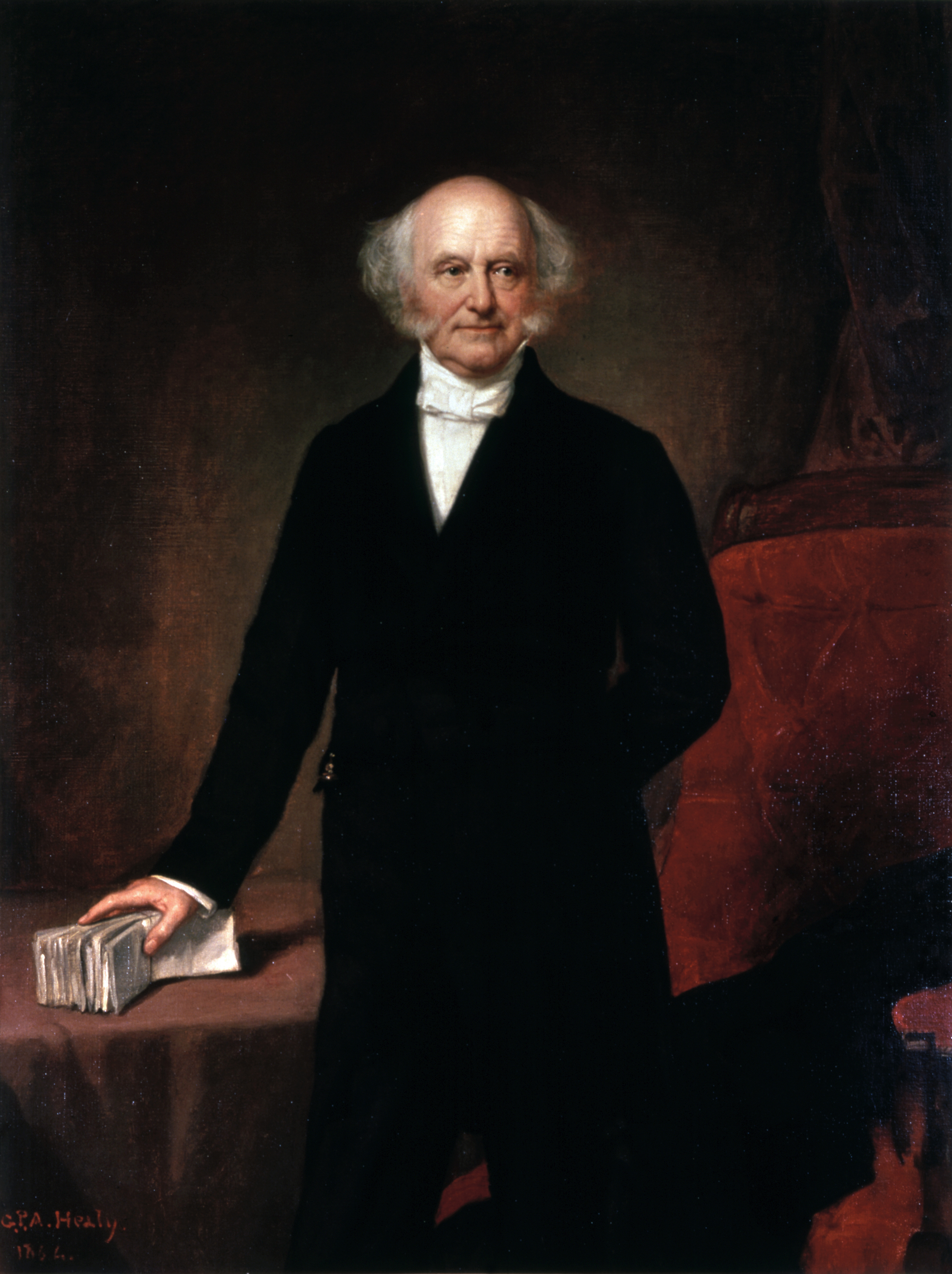
Dipinto di George Peter Alexander Healy del 1858 esposto alla Casa Bianca

Van Buren divenne presidente degli Stati Uniti insediandosi il 4 marzo 1837, vincendo le elezioni con 170 voti dei "grandi elettori" contro i 73 del candidato conservatore William Henry Harrison (che avrebbe vinto le elezioni successive). La maggioranza dei voti popolari fu però molto meno ampia: 765.483 voti per Van Buren contro 739.795 per Harrison. Il suo vicepresidente, il senatore del Kentucky Richard Mentor Johnson, fu eletto dal Senato, unico caso nella storia degli Stati Uniti, perché nessun candidato aveva ottenuto i voti sufficienti.
Van Buren era contrario all'interferenza politica nella vita economica e sosteneva che il miglior governo è quello che meno governa. Nel maggio del 1837, a soli due mesi dall'insediamento, iniziò una grave crisi finanziaria: diverse banche di New York e Filadelfia fallirono, numerose industrie chiusero i battenti e la disoccupazione aumentò considerevolmente. Fu la prima grande depressione della storia degli Stati Uniti.
Il Presidente Van Buren non si riteneva responsabile degli effetti di questa crisi sui cittadini: era preoccupato solo del fatto che i fondi federali depositati presso le banche fossero in pericolo. Propose quindi la creazione di un dipartimento del Tesoro indipendente, non vincolato alle leggi federali. Il Congresso approvò la sua istituzione il 4 luglio 1840: il presidente definì la legge "una seconda Dichiarazione d'Indipendenza". Il dipartimento fu abolito nel 1846 sotto la presidenza di James Knox Polk.
In politica estera, Van Buren dovette affrontare la questione riguardante il Texas, che aveva dichiarato l'indipendenza dal Messico nel 1836 e chiedeva di poter entrare negli Stati Uniti: ignorò la richiesta per non provocare una nuova polemica fra schiavisti e abolizionisti e per non indispettire il Messico.

### Il casoAmistad
Altro caso scottante per l'amministrazione Van Buren fu quello dell'Amistad, protrattosi dal 26 agosto 1839 al 9 marzo 1841: una nave negriera battente bandiera spagnola, l'Amistad, di due proprietari di schiavi, José Ruiz e Pedro Montez, vide un ammutinamento da parte di un gruppo di schiavi neri mende guidati da Sengbeh Pieh, più tardi noto come Joseph Cinque, i quali presero il controllo della nave uccidendo i membri dell'equipaggio. Gli schiavi cercarono di imporre a Ruiz e Montez, scampati alla strage, di far ritorno in Africa, ma i due fecero vela verso le coste degli Stati Uniti, dove la nave venne abbordata da una fregata militare, la USS Washington: il capitano del vascello fece arrestare gli schiavi, che vennero rinchiusi nel carcere di New Haven, nel Connecticut.
Messi sotto processo, essi vennero dapprima condannati per ammutinamento, ma ciò suscitò malumore di parte dell'opinione pubblica, di sentimenti abolizionisti, arrivando alla creazione di un comitato per sostenere gli schiavi, per cui si riaprì il procedimento giudiziario e agli schiavi fu riconosciuto lo status di uomini liberi, in quanto acquistati illegalmente, e di conseguenza vennero assolti. La sentenza scatenò le proteste diplomatiche della Spagna, la cui regina Isabella II chiedeva la restituzione degli schiavi come merce in base al trattato di Pinckney del 1795 firmato tra i due Paesi. Van Buren, che cercava di mantenere buone relazioni con la monarchia spagnola e timoroso che la sentenza potesse costargli il voto degli Stati del Sud, in maggioranza schiavisti, alle successive elezioni, rinviò il caso di fronte alla Corte Suprema il 23 febbraio 1841.
Tuttavia anche stavolta gli imputati, difesi dall'ex-presidente americano John Quincy Adams, riuscirono a far valere le proprie ragioni (malgrado la corte fosse composta da giudici che erano proprietari di schiavi o simpatizzanti per il Sud) e vennero così definitivamente assolti il 9 marzo 1841. L'amministrazione Van Buren però non volle accollarsi le spese di trasporto per gli ex-schiavi in Africa, così un gruppo di abolizionisti raccolse i fondi necessari per noleggiare una nave che li portasse in patria, cosa che avvenne in novembre. Per molti anni, fino al 1864, la Spagna avrebbe chiesto un indennizzo al governo statunitense per la perdita subita.

### Ultimi anni

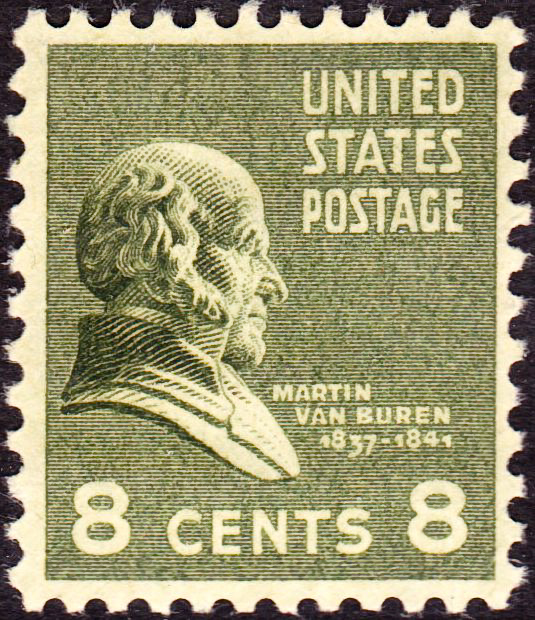
Francobollo da Otto Centesimi Raffigurante il Presidente Martin Van Buren, 1938

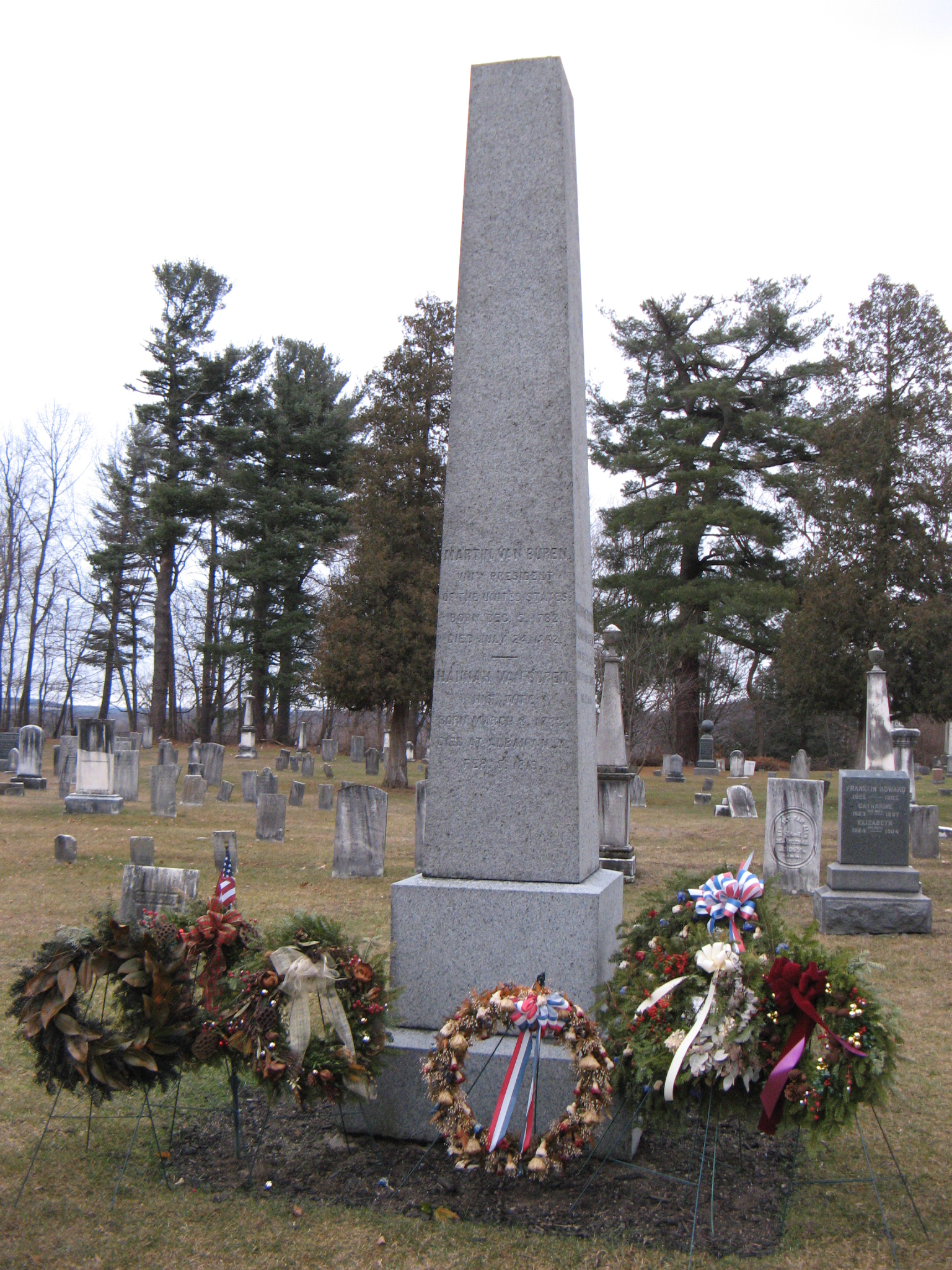
Tomba di Martin van Buren a Kinderhook

Pur ricandidatosi alle elezioni di novembre, Van Buren non fu rieletto, mentre al suo posto divenne presidente il vecchio rivale William Henry Harrison. Scaduto il suo mandato il 4 marzo 1841, continuò comunque l'attività politica, schierandosi a favore dell'abolizione della schiavitù.
Nel 1844 era tra gli aspiranti alla candidatura alla presidenza per il partito democratico, ma a causa della sua  ostilità all'annessione texana gli fu preferito James Knox Polk. In seguito partecipò alle elezioni presidenziali del 1848, come candidato del nuovo Free Soil Party, sottraendo voti al candidato democratico Lewis Cass e favorendo la vittoria del whig Zachary Taylor, eroe della guerra contro il Messico.
Dopo le elezioni del 1848, Van Buren rientrò nei democratici, malgrado la posizione del suo partito contraria all'abolizione dello schiavismo. Quando, nel 1860, sembrò possibile la vittoria di Abraham Lincoln, noto abolizionista, Van Buren dapprima lo osteggiò, ma poi, in netta opposizione alla politica del presidente uscente James Buchanan, votò a favore del candidato repubblicano.
Negli anni successivi al termine della presidenza, Van Buren ebbe modo di soggiornare in Europa: in particolare, nell’estate del 1854 si soffermò in Italia trattenendosi presso la Villa Falangola di Sorrento, dove iniziò a scrivere il 21 giugno la propria autobiografia.
Van Buren morì il 24 luglio 1862, nella sua città natale, quasi ottantenne: il suo corpo venne sepolto presso il Kinderhook Cemetery di Kinderhook.

### Vita privata
Martin Van Buren si sposò il 21 febbraio 1807 con Hannah Van Buren, sua cugina di primo grado e amica d'infanzia. La coppia ebbe quattro figli: Abraham Van Buren (1807-1873), John Van Buren (1810-1866), Martin "Matt" Van Buren Jr. (1812-1855) e Smith Thompson Van Buren (1817-1876). Hannah contrasse la tubercolosi e morì nel 1819, a soli 35 anni, ben diciotto anni prima che il marito diventasse presidente degli Stati Uniti. Di conseguenza, durante la sua presidenza il ruolo di first lady fu ricoperto da sua nuora Angelica Van Buren, moglie del suo primo figlio Abraham.